# Straffkoloni
En straffkoloni var ett slags koloni där fångar placerades för att sona sina straff. Ett exempel på detta var Australien under Storbritanniens kolonialism. Djävulsön utanför Franska Guyana var en annan känd straffkoloni.